# 相模川

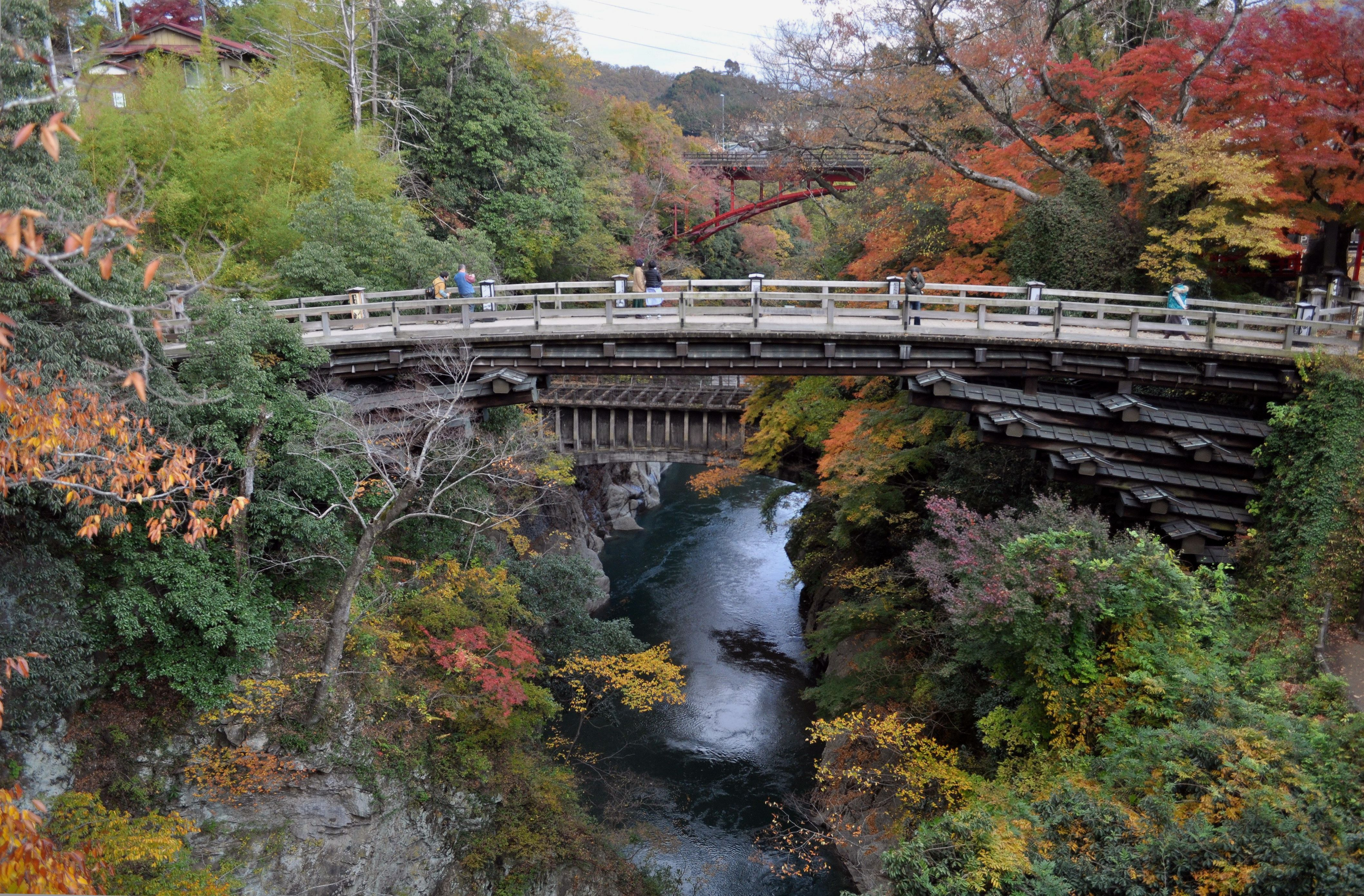
上流の桂川と名勝猿橋（2017年11月16日撮影）

相模川（さがみがわ）は、山梨県・神奈川県を流れる相模川水系の本流で、一級河川である。世界遺産富士山の伏流水を水源とする忍野八海、山中湖に源を発する。山梨県内の呼称は「桂川」。

## 名称
相模川の名前は相模国に由来する。
上流の山梨県では、桂川（かつらがわ）と呼ばれている。由来については、かつて都留市東桂から富士吉田市明見、鐘山へと続く流域に桂の大木が茂っていたことに因む説や都留郡のつるが蔓葛（つる）と転記され、蔓葛（かづら）の読みから桂へ転記されたとする説、石割山の石割神社の桂の神木に因む説などがあり、定かではない。源流点の山中湖の吐水口付近では梁尻川、忍野村域では横川、富士吉田市域では三日月川、大堰ノ川、焼橋川などと呼ばれたこともある。
河口近くの下流では、馬入川（ばにゅうがわ）と呼ばれている。鎌倉時代に相模川を渡る東海道に初めて相模川橋と呼ばれる橋が架けられたときに、落成供養に臨んだ源頼朝が乗った馬が暴れて落ちたという伝説にちなむ。
古くは鮎川（あゆかわ）と呼ばれ、鮎が多くおり、鮎漁が川沿いの暮らしに深く関わってため名付けられた。江戸時代から相模川産の鮎は将軍家への「献上鮎」として江戸城に上納されていた。

## 地理
山梨県南都留郡山中湖村、富士五湖の一つでもある山中湖を水源とする。富士山北麓の水を集めながらまず北西に流れ、富士吉田市で北東に折れる。都留市を経て大月市で流路を東に変える。相模湖と津久井湖（ともに相模原市）という2つのダム湖を経て、ゆるやかに進路を変え、厚木市からは南にまっすぐ下り、神奈川県中部を貫き平塚市・茅ヶ崎市の境付近で相模湾に注ぐ。
都留市より上流では富士山の噴火による噴出物に関連した地形が見られる。大月市付近より下流では河岸段丘が分布し、相模原市緑区東部より下流に相模平野を形成する。左岸には数段の段丘面を持つ相模野台地（相模原台地）が広がり、南に流路を変えた厚木市・座間市よりも下流には自然堤防を伴った沖積平野を発達させている。河口（北緯35度18分55秒 東経139度22分09秒 / 北緯35.315168度 東経139.36925度座標: 北緯35度18分55秒 東経139度22分09秒 / 北緯35.315168度 東経139.36925度）における三角州の発達は見られない。相模原市内河川敷に設けた「花と芝生の広場」で、平成元年度国土交通省手づくり郷土賞（生活の中にいきる水辺）受賞。
古相模川は現在の鶴見川河口から古東京湾に注いでおり、西遷の過程で（それぞれ現在の）帷子川・引地川・境川の流路を穿ったと考察されている。
なお、鉄道のJR相模線と一般道の国道129号および、高速道路の首都圏中央連絡自動車道が本流のすぐ側を並走している。

## 利水
相模川では1938年に神奈川県が相模川河水統制事業に着手し、以来戦後にかけて総合的な河川開発事業が進められた。相模ダムにより形成された相模湖、城山ダムにより形成された津久井湖と中津川に建設された宮ヶ瀬ダムにより形成された宮ヶ瀬湖は導水路によって連結され、相互に水を融通しながら寒川取水堰や相模大堰などより取水され、県西部を除く神奈川県の各都市（横浜市、川崎市、横須賀市、相模原市、鎌倉市など）の水がめとして重要な位置を占めている。また津久井湖は神奈川県企業庁の水力発電事業として、境川に建設された本沢ダムにより形成された城山湖との間で揚水発電を行っている。地方自治体による公営発電事業において揚水発電を行う自治体は神奈川県が唯一である。また山梨県内においては東京電力の前身の一つである東京電燈によって明治時代後期から駒橋発電所などの水力発電所が設けられたが、支流の葛野川流域において富士川水系も利用した葛野川発電所が建設され、葛野川支流の土室川に葛野川ダムが建設された。この他山梨県によって葛野川に治水と利水を目的とした深城ダムが建設されている。
古名の鮎川が示すように、鮎がとれる川である。今でも山梨県、さらに城山ダム以南、神奈川県流域でも鮎が釣れる。天然遡上のものも神奈川県流域で確認されている。毎年、現地漁業組合の管理のもと、放流も行われ、解禁後は多数の鮎釣り客で賑わう、また不忍池などに営巣するカワウがこの鮎などを採餌するために飛来している。一方、粗大ゴミの不法投棄や釣り人およびレジャーで訪れる人々の捨てていくゴミが問題になっている。

## 主な出来事
- 1868年（明治元年）7月17日 - 翌日にかけて関東地方に暴風雨。堤防が決壊して高座郡河原口村で床上浸水2尺5寸。家屋の流出も発生[9]。
- 1870年（明治3年）9月8日 - 暴風雨により増水。堤防が切れて家屋が流されたほか、耕地が満水[10]。
- 1908年（明治41年） - 相模橋が開通。渡船場（厚木の渡し）が廃止[11]。
- 大正初期 - あつぎ鮎まつりが始まる。後に花火大会などが加わった[12]。
- 1931年（昭和6年） - 昭和橋が完成。渡船場（当麻の渡し）が廃止[13]。
- 1962年（昭和37年）8月26日 - 相模川が増水して釣り客6人が水死。原因は台風14号の接近による集中豪雨に加え、相模ダムの放水連絡の不徹底にあるものとされた[14]。
- 1964年（昭和39年）9月8日 - 厚木市の河川敷にアメリカ軍のF-105戦闘機が墜落。乗員1名が死亡。
- 2004年（平成16年）3月27日 - 神奈川県立相模三川公園完成。

## 支流

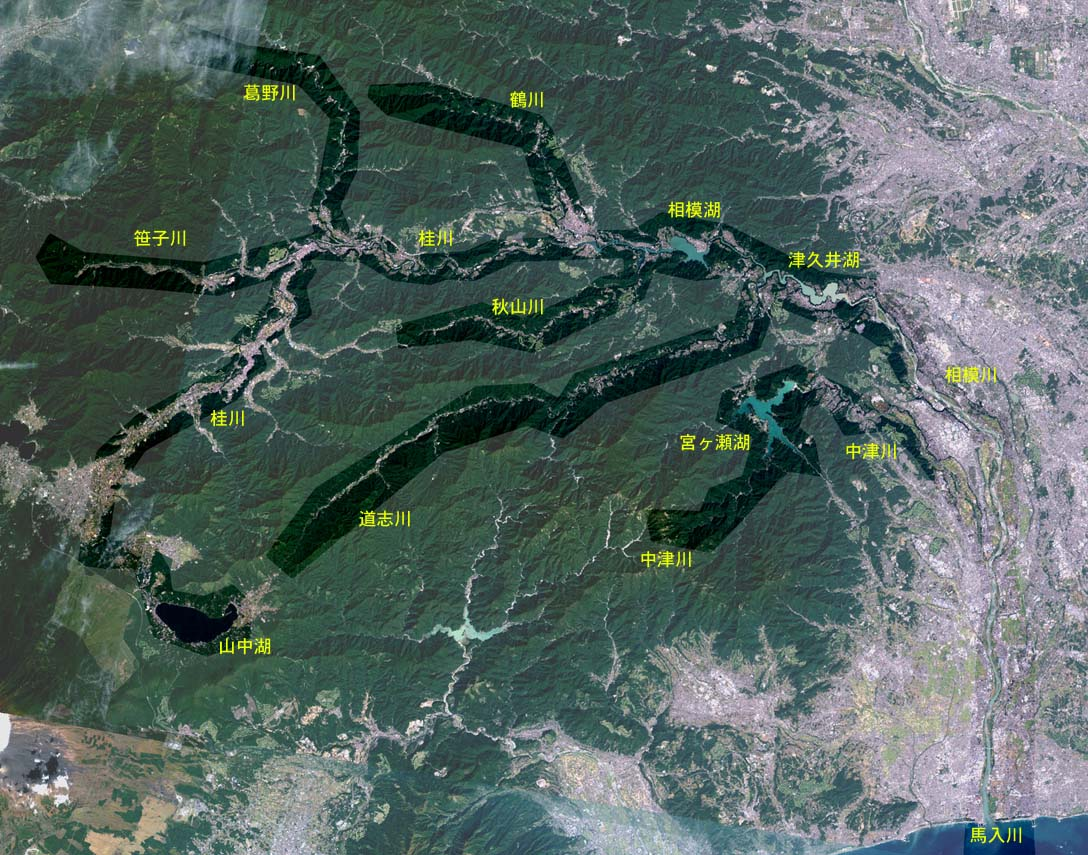
相模川のランドサット衛星写真

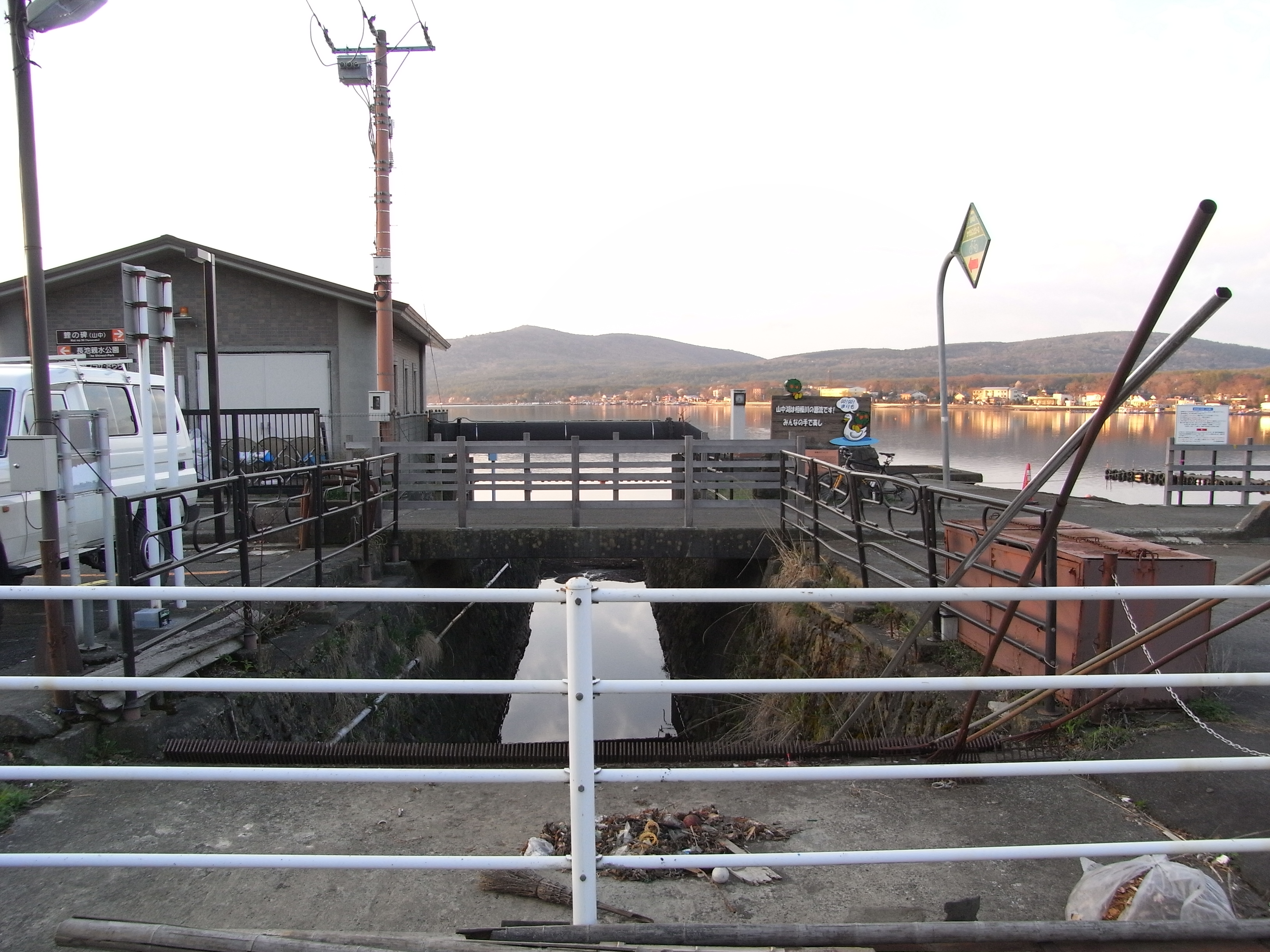
相模川（桂川）の山中湖流出口（本流）

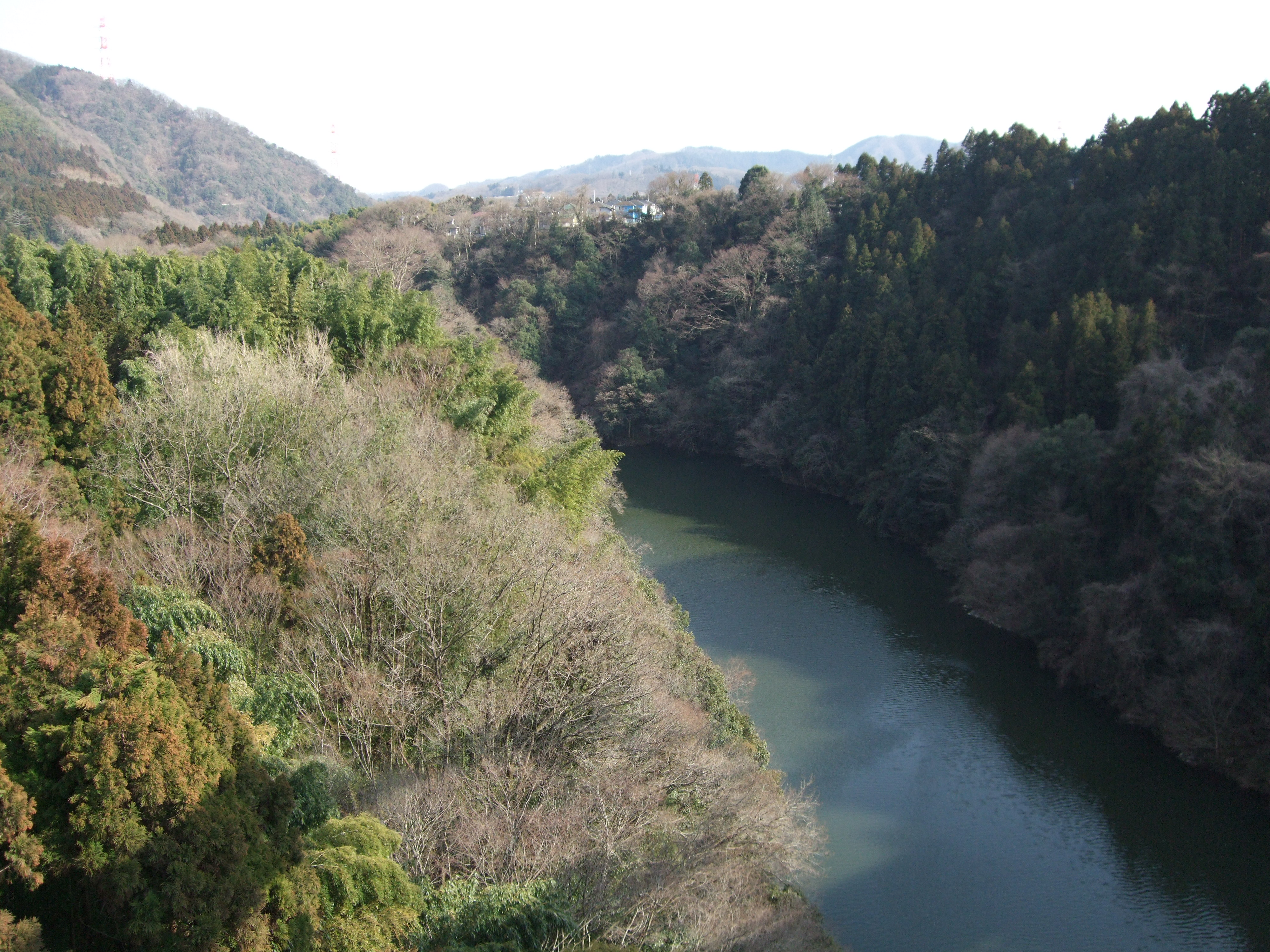
桂橋より下流を望む（相模原市緑区相模湖町、2008年3月）

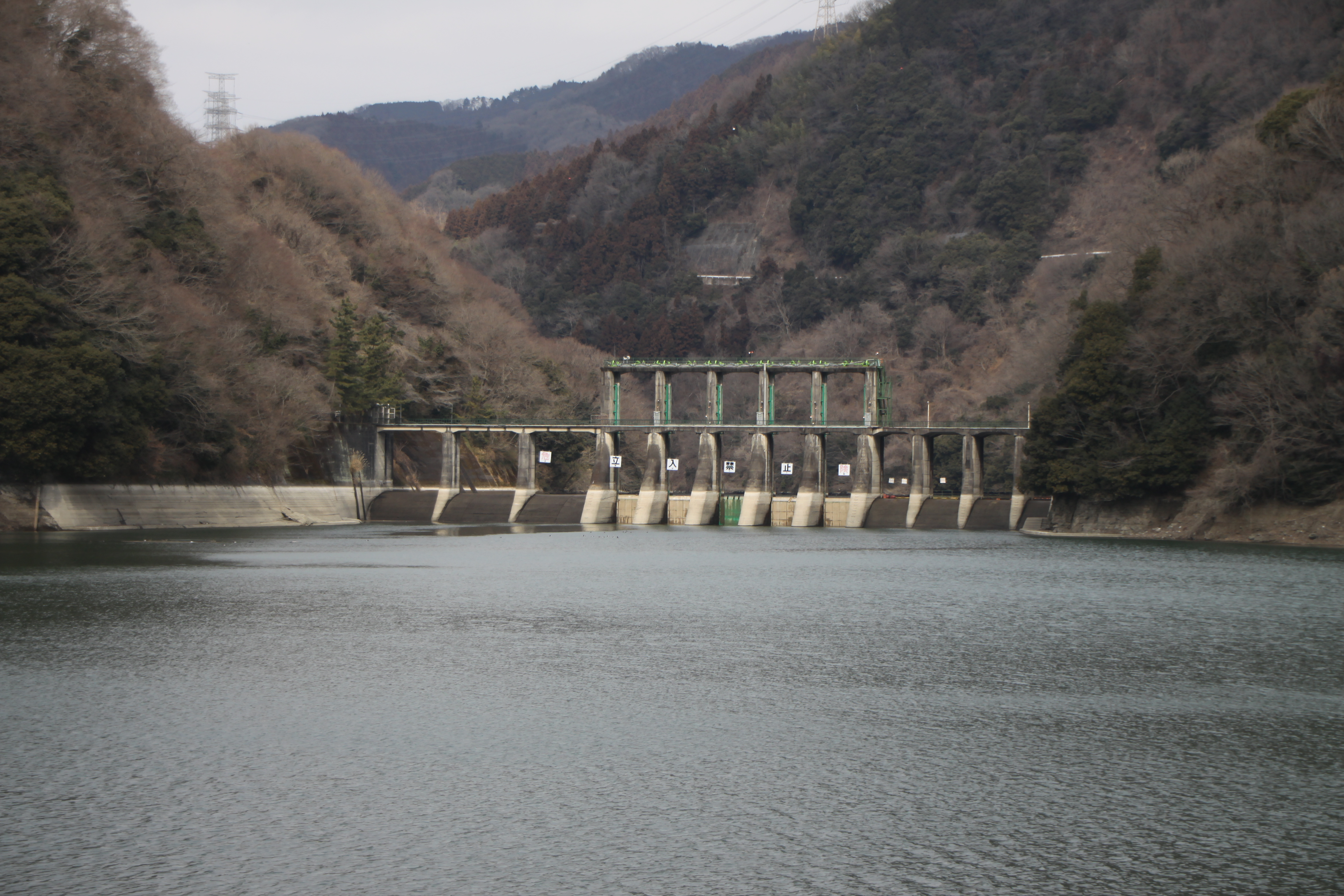
沼本ダム

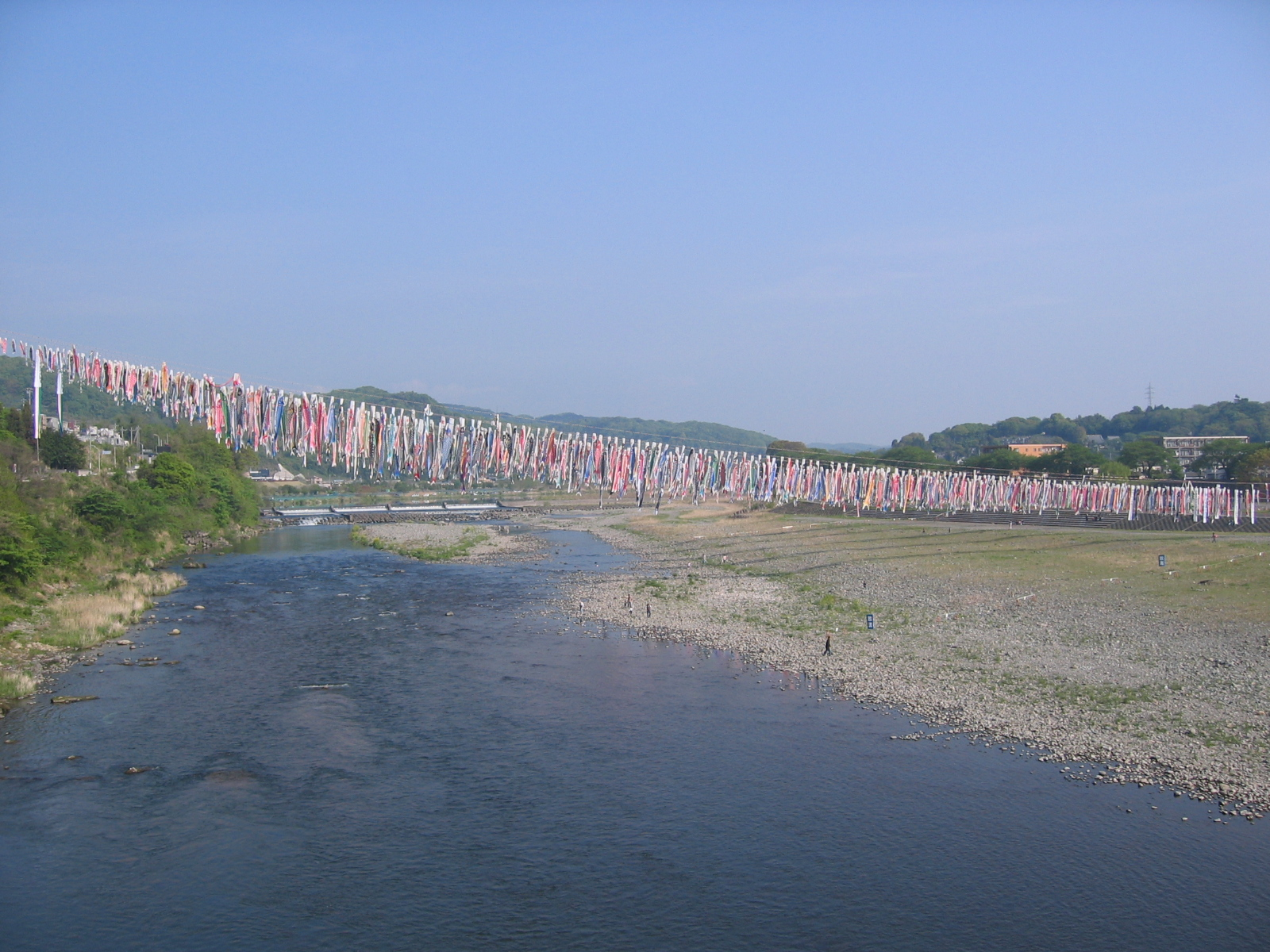
高田橋より「泳げ鯉のぼり相模川」（愛川町、2006年4月）

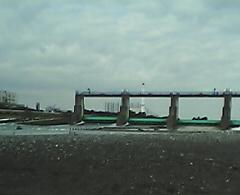
寒川取水堰付近（寒川町、2004年11月）

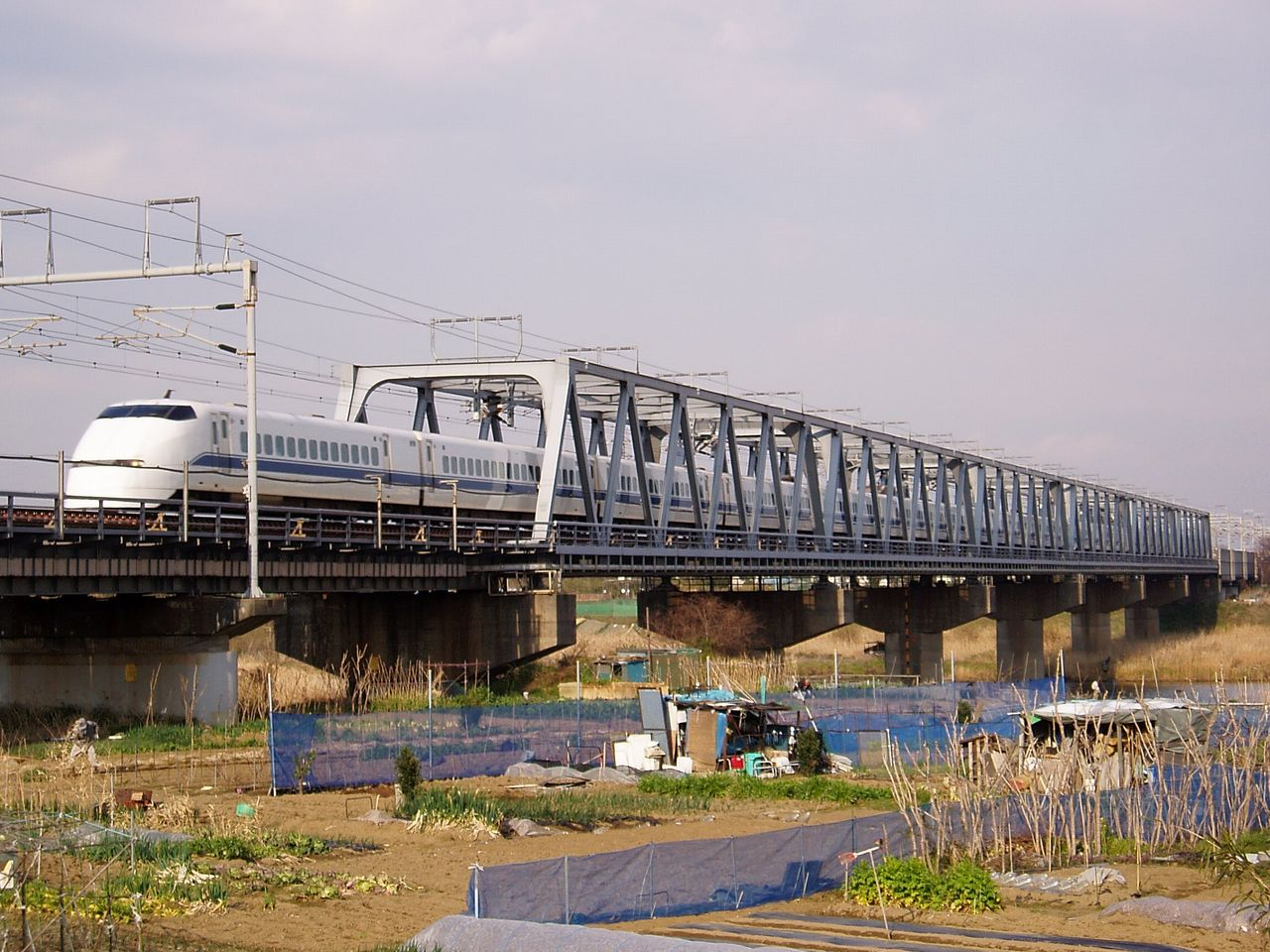
新幹線相模川橋梁（平塚市・寒川町、2007年3月）

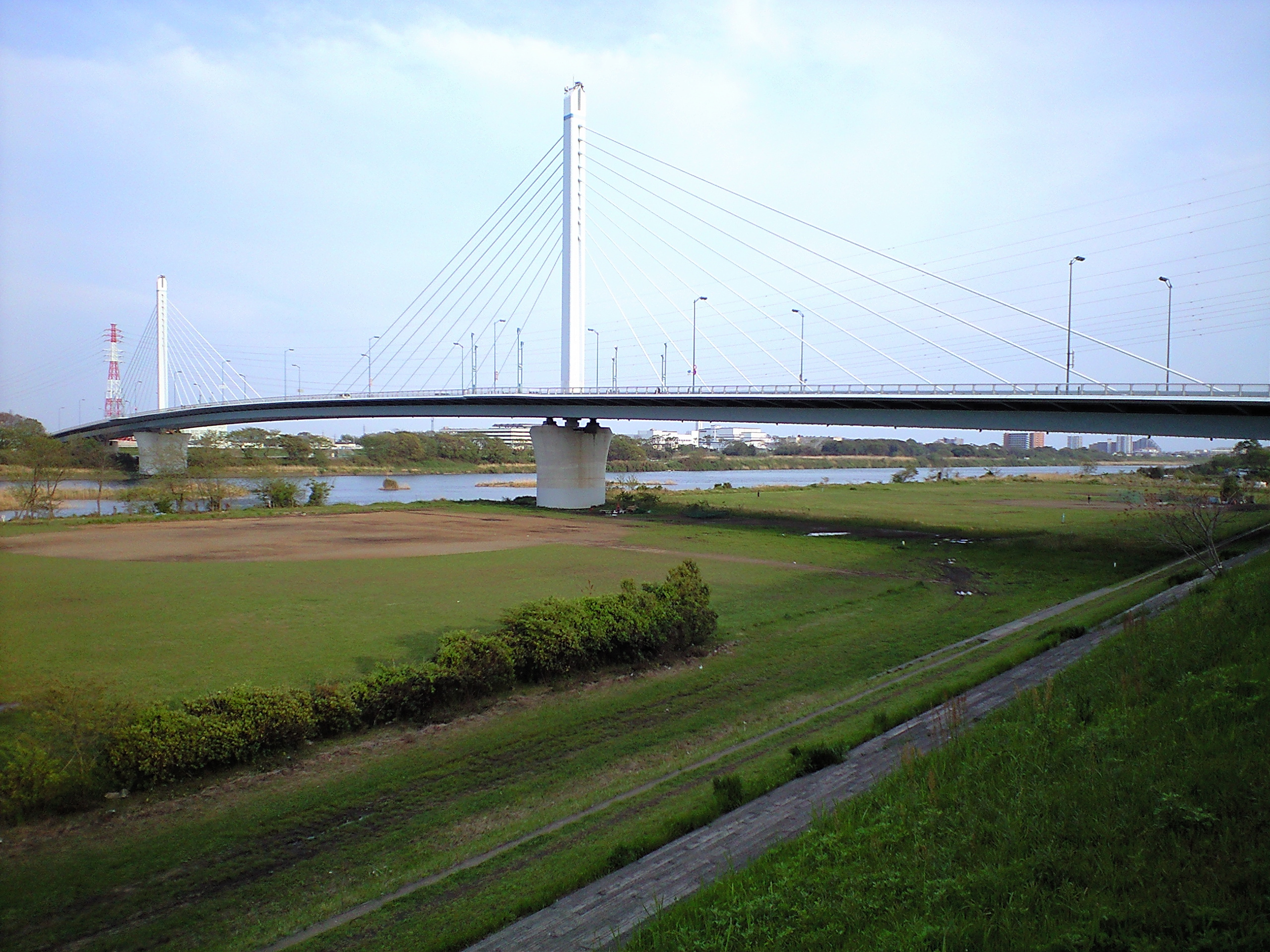
湘南銀河大橋（平塚市・寒川町、2010年4月）

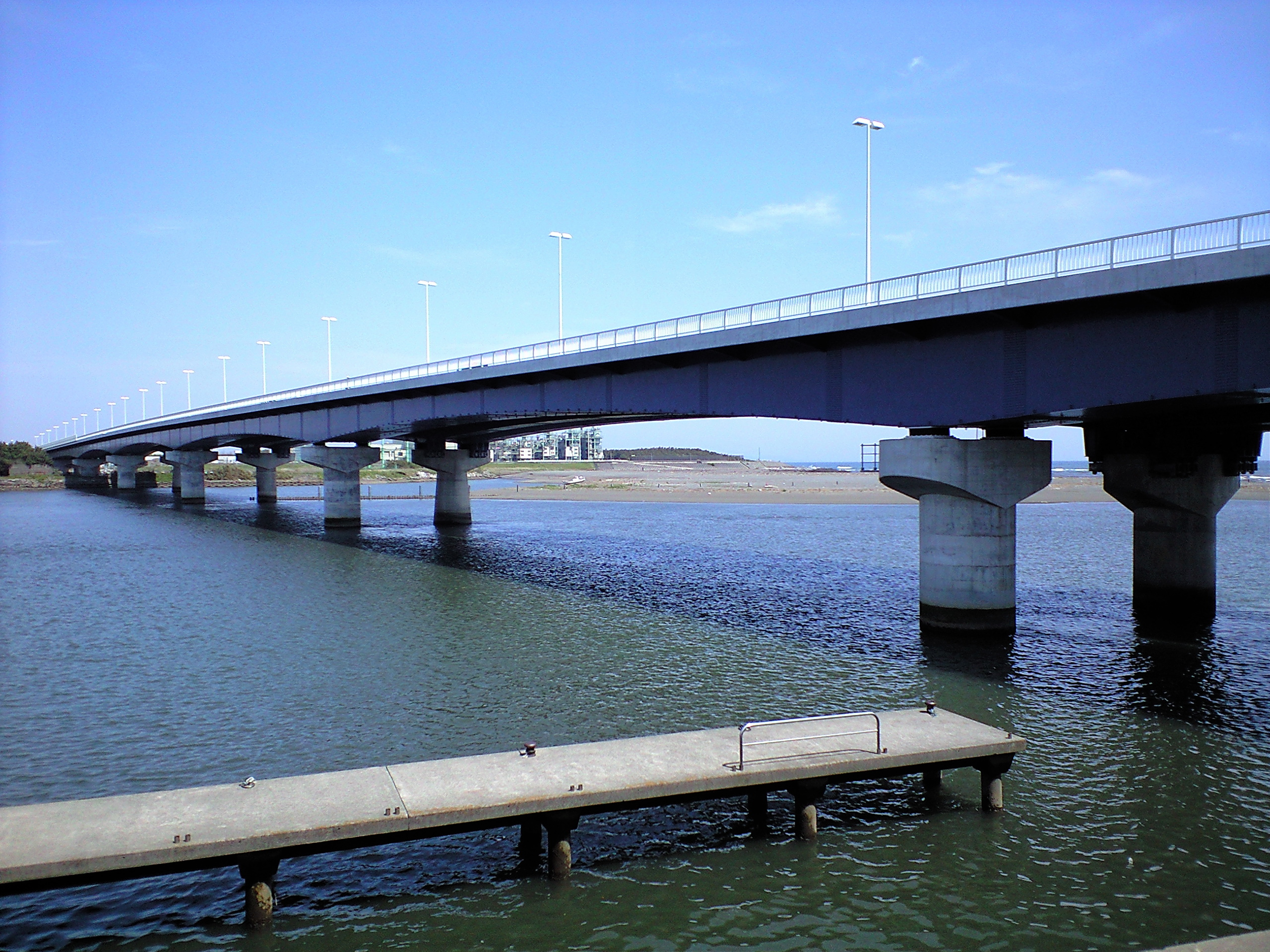
湘南大橋と相模川河口（平塚市、茅ヶ崎市、2010年4月）

- 新名庄川 (忍野村) - 右岸 (忍野八海から)
- 宮川（富士吉田市） - 左岸
- 鹿留川（都留市） - 右岸
- 柄杓流川（都留市） - 左岸
- 大幡川（都留市） - 左岸
- 朝日川（都留市） - 右岸
- 笹子川（大月市） - 左岸
- 浅利川（大月市） - 左岸
- 葛野川（大月市） - 左岸
- 小沢川（大月市） - 右岸
- 鶴川（上野原市） - 左岸
- 境川（上野原市・相模原市） - 左岸
- 秋山川（相模原市） - 右岸
- 沢井川（相模原市） - 左岸
- 篠原川（相模原市） - 右岸
- 阿津川（相模原市） - 右岸
- 道志川（相模原市） - 右岸
- 大沢川（相模原市） - 右岸
- 谷津川（相模原市） - 左岸
- 串川（相模原市） - 右岸
- 下倉川（相模原市） - 右岸
- 藤木川（相模原市） - 右岸
- 下河原川（相模原市） - 右岸
- 八瀬川（相模原市） - 左岸
- 姥川（相模原市） - 左岸
- 鳩川（海老名市） - 左岸
- 中津川（厚木市） - 右岸
- 小鮎川（厚木市）
- 恩曾川（厚木市）
- 玉川（厚木市） - 右岸
- 永池川（高座郡寒川町） - 左岸
- 目久尻川（高座郡寒川町・平塚市） - 左岸
- 小出川（茅ヶ崎市） - 左岸
- 千の川（茅ヶ崎市） - 左岸

## 湖・ダム
相模川本流
- 山中湖 - 源流
- 相模湖 - 相模ダム
- 沼本ダム
- 津久井湖 - 城山ダム

葛野川
- シオジの森ふかしろ湖 - 深城ダム
- 松姫湖 - 葛野川ダム（支流土室川）

道志川
- 奥相模湖 - 道志ダム

道志川
- 宮ヶ瀬湖 - 宮ヶ瀬ダム
- 石小屋湖 - 石小屋ダム

宮川
- 河口湖

## おもな橋
上流から、次のようなおもな橋（と取水堰）がある。

### 桂川
- 佐伯橋（田原の滝のすぐ下流の吊り橋）

. . .

- 猿橋 (甲州街道にかかる重要な橋、現在は人道橋)

. . .

- 新桂川橋梁 (中央本線)
- 桂川橋

### 相模川
- 境川橋 (神奈川県道・山梨県道520号吉野上野原停車場線)
- 弁天橋
- 日連大橋（神奈川県道76号山北藤野線）
- 勝瀬橋（神奈川県道520号吉野上野原停車場線）
- 相模湖大橋（国道413号）
- 築井大橋（相模ダム併設）
- 桂橋（神奈川県道517号奥牧野相模湖線）
- 名手橋
- 三井大橋 (神奈川県道513号鳥屋川尻線)
- 城山大橋 (国道413号・城山ダム併設)
- 城山橋（首都圏中央連絡自動車道）
- 新小倉橋 (神奈川県道510号長竹川尻線)
- 小倉橋 (神奈川県道510号長竹川尻線)
- 高田橋 (神奈川県道54号相模原愛川線・神奈川県道63号相模原大磯線)
- 相模川渡河橋（相模原愛川インターチェンジ）
- 新昭和橋 (国道129号厚相バイパス)
- 昭和橋 (神奈川県道508号厚木城山線)
- （磯部頭首工）
- 座架依橋 (神奈川県道42号藤沢座間厚木線)
- 新相模大橋 (国道246号大和厚木バイパス)
- 上郷水管橋
- 圏央相模川橋（首都圏中央連絡自動車道）
- あゆみ橋
- 相模大橋 (神奈川県道40号横浜厚木線・神奈川県道43号藤沢厚木線・神奈川県道51号町田厚木線)
- 相模川橋梁（小田急小田原線）
- 相模川橋/厚木連絡路相模川橋 (東名高速道路本線・海老名ジャンクション集散路)
- 新相模川橋（新東名高速道路）
- 相模大堰管理橋（相模大堰）
- 相模川水管橋
- 戸沢橋 (神奈川県道22号横浜伊勢原線)
- 相模川橋梁 (東海道新幹線)
- （寒川取水堰）
- 神川橋 (神奈川県道44号伊勢原藤沢線・神奈川県道47号藤沢平塚線)
- 湘南銀河大橋  (神奈川県道44号伊勢原藤沢線)
- 馬入橋 (国道1号)
- 馬入川橋梁  (東海道本線)
- 湘南大橋 (国道134号)
- （河口）

## 流域の自治体
本流の流れる自治体
山梨県
南都留郡山中湖村、忍野村、富士吉田市、南都留郡西桂町、都留市、大月市、上野原市
神奈川県
相模原市（緑区、中央区、南区）、愛甲郡愛川町、厚木市、座間市、海老名市、高座郡寒川町、平塚市、茅ヶ崎市
本流は流れないがこの水系の川が流れる市町村及びその河川
- 山梨県
  - 南都留郡
    - 道志村（道志川）
    - 富士河口湖町 (宮川)
- 神奈川県
  - 愛甲郡
    - 清川村（中津川）

  - 秦野市（藤熊川）
  - 伊勢原市（日向川）
  - 綾瀬市（目久尻川）
  - 藤沢市（目久尻川）

### 流域市町村の位置イメージ
| 左岸       | 右岸       |
| ---------- | ---------- |
| 山中湖村   | 山中湖村   |
| 忍野村     | 忍野村     |
| 富士吉田市 | 忍野村     |
| 富士吉田市 | 富士吉田市 |
| 西桂町     | 西桂町     |
| 西桂町     | 都留市     |
| 都留市     | 都留市     |
| 大月市     | 都留市     |
| 大月市     | 大月市     |
| 上野原市   | 上野原市   |
| 上野原市   | 相模原市   |
| 相模原市   | 相模原市   |
| 相模原市   | 愛川町     |
| 相模原市   | 厚木市     |
| 座間市     | 厚木市     |
| 海老名市   | 厚木市     |
| 寒川町     | 厚木市     |
| 寒川町     | 平塚市     |
| 茅ヶ崎市   | 平塚市     |
| 平塚市     | 平塚市     |

- 上流から下流方向を見て、左岸は東側で右岸は西側。